# 도미니칸 대학교 (일리노이주)
도미니칸 대학교(Dominican University, DU)는 미국 일리노이주 리버포리스트에 위치한 사립 로마 가톨릭 대학교이다. 신시나와 도미니코 수녀회와 연계하고 있다. 학사, 석사, 인증 프로그램, 정보학 박사 학위를 제공한다.

## 캠퍼스 구성
- Coughlin Hall
- Rebecca Crown Library
- Fine Arts Building
- Igini Sports Forum
- Lewis Memorial Hall
- Magnus Arts Center (MAC)
- Mazzuchelli Hall
- Murray Hall
- Parmer Hall
- Power Hall
- The Grotto